# Kholop

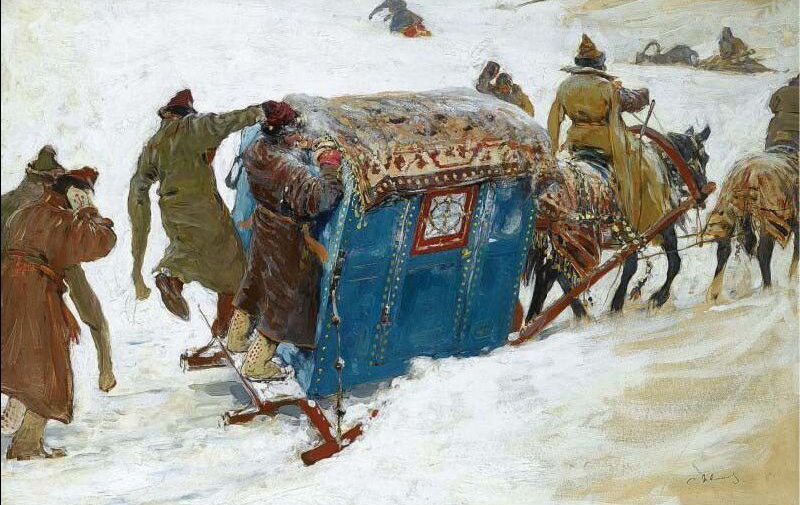
Kholops dans la neige

Un kholop (en russe : Холо́п) est une personne privée de liberté dans la Rus' de Kiev, puis dans l'État russe, et appartenant à un propriétaire terrien. Le mot kholopstvo désigne le régime juridique relatif aux personnes relevant de cet état de kholop. 
Ce statut a été aboli par Pierre le Grand selon sa résolution du 19 janvier 1723 suivant laquelle, sur le plan juridique, le statut des kholops est devenu le même que celui des serfs. Le servage n'a été aboli qu'en 1861 en Russie.
Il convient de distinguer le kholop, qui est un esclave issu de la population locale, du tchéliad qui est un esclave capturé dans une tribu, un état étranger à la suite d'une campagne militaire. Le statut du tchéliadine donne moins de droits à la personne du fait de son origine étrangère.